# Czapla białolica
Czapla białolica (Egretta novaehollandiae) – gatunek ptaka z rodziny czaplowatych (Ardeidae). Występuje w Australazji i we wschodniej Indonezji. Najliczniejsza czapla australijska.
TaksonomiaMiędzynarodowy Komitet Ornitologiczny (IOC) uznaje czaplę białolicą za gatunek monotypowy. Autorzy Handbook of the Birds of the World populację zamieszkującą północno-zachodnią Australię zaliczają do podgatunku E. n. parryi (Mathews, 1912), choć nie są pewni ważności tego taksonu. Ptaki z Nowej Kaledonii wydzielano niekiedy do podgatunku nana.
MorfologiaSzara czapeczka, biała maska i gardło. Długie ozdobne pióra na grzbiecie szare, na przodzie ciała rdzawe.
Długość ciała 58–69 cm; masa ciała 500–550 g; rozpiętość skrzydeł 106 cm.
WystępowanieZamieszkuje pospolicie płytkie, słodkie lub słone mokradła i wilgotne pastwiska we wschodniej Indonezji, Australii, Nowej Zelandii i na wyspach zachodniego Pacyfiku (m.in. Nowa Gwinea i Nowa Kaledonia). Osiadła lub koczująca.
StatusIUCN uznaje czaplę białolicą za gatunek najmniejszej troski (LC, Least Concern) nieprzerwanie od 1988 roku. Trend liczebności populacji nie jest znany.